# Turcovce
Turcovce é um município da Eslováquia, situado no distrito de Humenné, na região de Prešov. Tem 10,01 km² de área e sua população em 2018 foi estimada em 311 habitantes.

## Demografia
| Ano:        | 1994 | 2004   | 2014    | 2024 |
| ----------- | ---- | ------ | ------- | ---- |
| Broj ljudi: | 365  | 350    | 305     | 305  |
| Razlika:    |      | -4,10% | -12,85% | +0%  |

| Ano:               | 2023 | 2024   |
| ------------------ | ---- | ------ |
| Número de pessoas: | 303  | 305    |
| Diferença:         |      | +0,66% |